# Idalus panamensis
Idalus panamensis är en fjärilsart som beskrevs av William Schaus 1921. Idalus panamensis ingår i släktet Idalus och familjen björnspinnare. Inga underarter finns listade i Catalogue of Life.